# Hemerobius canadai
Hemerobius canadai is een insect uit de familie van de bruine gaasvliegen (Hemerobiidae), die tot de orde netvleugeligen (Neuroptera) behoort. 
Hemerobius canadai is voor het eerst wetenschappelijk beschreven door Navás in 1925.